# Ramón Duvalón
Ramon Duvalon, född den 31 augusti 1954, är en kubansk boxare som tog OS-silver i flugviktsboxning 1976 i Montréal. I finalen förlorade han med 2-3 mot Leo Randolph från USA.